# Ivan Šabjan
Ivan Šabjan (Korog, 21. studenoga 1961.), hrvatski kanuist.
Natjecao se na Olimpijskim igrama 1988. U kategoriji C–1 500 m je nastupio u polufinalu, a u C-1 1.000 m je osvojio 8. mjesto. Na OI 1996. je u kategoriji C–1 1.000 m osvojio 8. mjesto, u kategoriji C–2 500 m 10. mjesto, a u C-2 1.000 m je nastupio u polufinalu.
Na svjetskom prvenstvu 1986. je u kategoriji C–1 10.000 m osvojio srebrenu medalju, a u kategoriji C–1 1.000 m brončanu. Svjetski je prvak iz 1987. u kategoriji C–1 10.000 m.
Na Mediteranskim igrama 1993. je osvojio broncu u kategoriji C–2 500 m.
Bio je član Belišća i Vuteksa iz Vukovara.